# Муррисбург
Муррисбург (Моррисбург, африк. и англ. Moorreesburg) — город на юго-западе Южно-Африканской Республики, на территории Западно-Капской провинции. Является административным центром района Уэст-Кост и местного муниципалитета Свартланд. Состоит из двух частей: собственно Муррисбурга и Росенхофа.

## История
Поселение на месте современного города было основано в 1879 году на землях фермы Хойкрал (Hooikraal). В 1882 году поселение получило статус сельской общины, а в 1909 году — статус муниципалитета.

## Географическое положение
Город расположен в юго-западной части провинции, к западу от реки Берхрифир, на расстоянии приблизительно 82 километров (по прямой) к северо-северо-востоку (NNE) от Кейптауна, административного центра провинции. Абсолютная высота — 252 метра над уровнем моря.

## Климат
Климат города субтропический средиземноморский. Среднегодовое количество осадков — 315 мм. Наибольшее количество осадков выпадает в период с апреля по октябрь. Средний максимум температуры воздуха варьируется от 17 °C (в июле), до 29,2 °C (в феврале). Самым холодным месяцем в году является июль. Средняя минимальная ночная температура для этого месяца составляет 6,6 °C.

## Население
По данным официальной переписи 2001 года, в городе проживало 8574 человека, из которых мужчины составляли 47,45 %, женщины — соответственно 52,55 %. В расовом отношении цветные составляли 66,34 % от населения города, белые — 30,48 %; негры — 3,15 %; азиаты (в том числе индийцы) — 0,03 %. Наиболее распространёнными среди горожан языками были: африкаанс (95,78 %), коса (1,85 %) английский (1,63 %) и сесото (0,59 %).

Согласно данным, полученным в ходе проведения официальной переписи 2011 года, совокупное население Муррисбурга и Росенхофа составляло 12 877 человек, из которых мужчины составляли 47,79 %, женщины — соответственно 52,21 %. В расовом отношении цветные составляли 70,09 % от населения города, белые — 22,53 %; негры — 6,72 %; азиаты (в том числе индийцы) — 0,25 %, представители других рас — 0,41 %. Наиболее распространёнными среди жителей города языками являлись: африкаанс (89,95 %), коса (3,41 %), английский (2,17 %), сесото (0,52 %) и тсвана (0,47 %).

## Транспорт
Через город проходит национальная автотрасса N7, а также региональное шоссе R311. Имеется железнодорожная станция.